# North Terre Haute
North Terre Haute és una concentració de població designada pel cens dels Estats Units a l'estat d'Indiana. Segons el cens del 2000 tenia 4.606 habitants.

## Demografia
Segons el cens del 2000, North Terre Haute tenia 4.606 habitants, 1.850 habitatges, i 1.235 famílies. La densitat de població era de 496,8 habitants/km².
Dels 1.850 habitatges en un 30,8% hi vivien nens de menys de 18 anys, en un 51,4% hi vivien parelles casades, en un 11,1% dones solteres, i en un 33,2% no eren unitats familiars. En el 27,9% dels habitatges hi vivien persones soles el 9,5% de les quals corresponia a persones de 65 anys o més que vivien soles. El nombre mitjà de persones vivint en cada habitatge era de 2,42 i el nombre mitjà de persones que vivien en cada família era de 2,94.
Per edats la població es repartia de la següent manera: un 26,7% tenia menys de 18 anys, un 8,6% entre 18 i 24, un 29,3% entre 25 i 44, un 22,6% de 45 a 60 i un 12,8% 65 anys o més.
L'edat mediana era de 36 anys. Per cada 100 dones de 18 o més anys hi havia 92,3 homes.
La renda mediana per habitatge era de 34.617 $ i la renda mediana per família de 42.469 $. Els homes tenien una renda mediana de 33.306 $ mentre que les dones 22.813 $. La renda per capita de la població era de 15.729 $. Entorn del 8,7% de les famílies i el 9,6% de la població estaven per davall del llindar de pobresa.

## Poblacions més properes
El següent diagrama mostra les poblacions més properes.